# Beverungen
Beverungen is een stad en gemeente in de Duitse deelstaat Noordrijn-Westfalen, gelegen in de Kreis Höxter. De gemeente telt 13.064 inwoners (31 december 2020) op een oppervlakte van 97,84 km². Naburige steden zijn Höxter, Lauenförde, Bad Karlshafen, Trendelburg, Borgentreich, Brakel.

## Plaatsen in de gemeente Beverungen

De stadsdelen van Beverungen
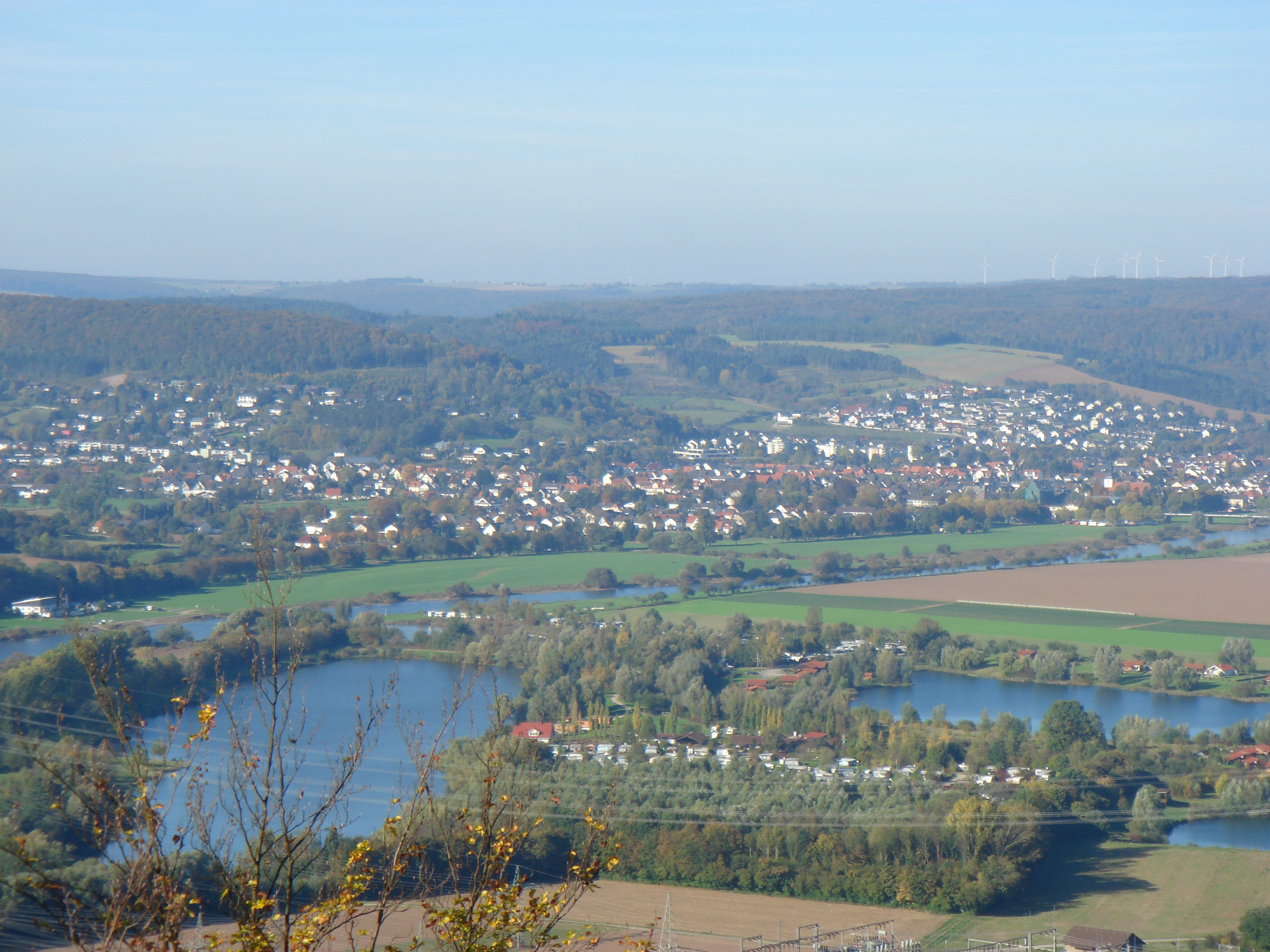
Gezicht op de stad in noordelijke richting

De gemeente Beverungen bestaat, overeenkomstig artikel 1, lid 3 van haar hoofdgemeenteverordening, uit twaalf stadsdistricten (Stadtbezirke/ Ortschaften):
- Amelunxen (1.089 inwoners per 31-12-2014)
- Beverungen-stad (6.442)
- Blankenau (285)
- Dalhausen (1.679)
- Drenke (363)
- Haarbrück (471)
- Herstelle (960)
- Jakobsberg (269)
- Rothe (154)
- Tietelsen (221)
- Wehrden (808)
- Würgassen (861)

Totaal aantal inwoners van de gehele gemeente: 13.582. Peildatum: 31 december 2014.

## Naburige gemeenten
- In het zuidwesten: Borgentreich
- In het westen: Brakel
- In het noorden: Höxter (alle drie in de  Kreis Höxter, Noordrijn-Westfalen)
- In het oosten: Samtgemeinde Boffzen, Landkreis Holzminden, Nedersaksen: 
  - Boffzen
  - Fürstenberg
  - Lauenförde
  - een daartussenin gelegen gemeentevrij gebied Solling in de Landkreis Northeim, Nedersaksen
- In het oostzuidoosten: Bad Karlshafen
- In het zuiden: Trendelburg (beide Landkreis Kassel, Hessen).

## Geografie, infrastructuur

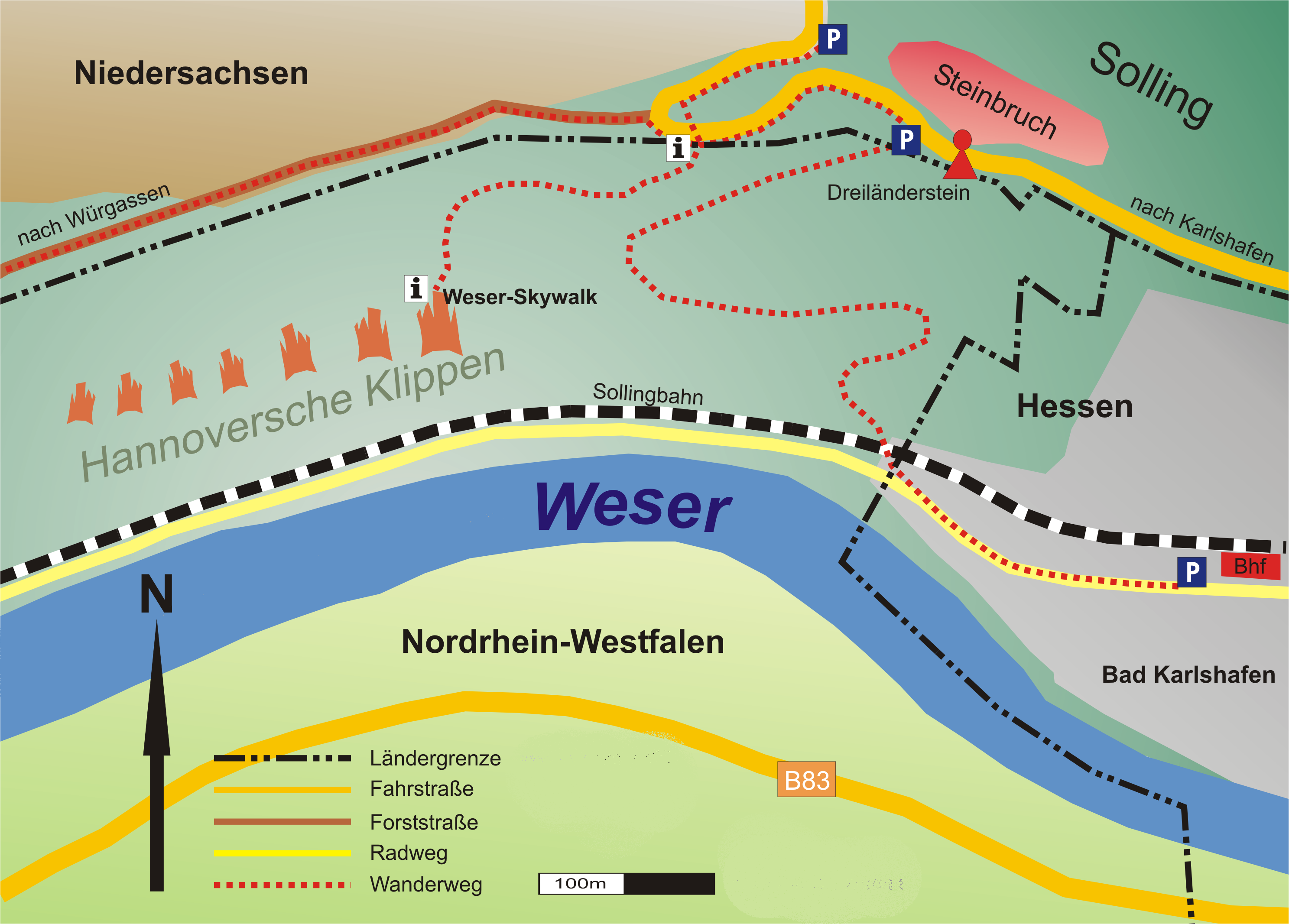
Situering Hannoversche Klippen. Links van het kaartgebied, in Noordrijn-Westfalen, ligt Würgassen, daaronder Herstelle.

De gemeente ligt in een tamelijk spectaculair gedeelte van het dal van de Wezer. De rivier de Wezer is hier alleen bevaarbaar voor de pleziervaart en voor toeristische rondvaartboten.  In het uiterste noordoosten van de gemeente, in het stadsdeel Würgassen liggen de zeven als toeristisch uitstapje populaire, 75 meter hoge rotsformaties Hannoversche Klippen. Würgassen ligt als enige stadsdeel van Beverungen aan de noordelijke (rechter)oever van de Wezer. Een brug en een veerpont over deze rivier verbinden dat dorp met Herstelle en met de Bundesstraße 83. 
Tegenover Beverungen zelf mondt de Bever uit in de Wezer. In het dal daarvan, 7 km ten zuidwesten van de hoofdplaats, ligt Dalhausen.
Aan de oostrand van Herstelle, tegenover Würgassen, mondt de rivier de Diemel uit in de Wezer. Hier grenzen Würgassen en Herstelle (bij een drielandenpunt Noordrijn-Westfalen/Nedersaksen/Hessen) aan de plaats Bad Karlshafen. 
Door de gemeente lopen de  Bundesstraße 83 noordwaarts richting Höxter, alsmede de Bundesstraße 241 zuidwestwaarts door het dal van de Bever naar Ossendorf bij Warburg en oostwaarts naar Hardegsen.
Door de gemeente loopt de spoorlijn Ottbergen - Northeim, die er alleen in Wehrden (Weser) een klein station heeft. Station Lauenförde-Beverungen ligt op het grondgebied van het naburige Lauenförde. Een 12 km lang gedeelte van de opgeheven spoorlijn Scherfede - Holzminden, Dalhausen- Beverungen -Blankenau, heeft plaats gemaakt voor een fietspad. Er zijn enige streekbusverbindingen met o.a. Bad Karlshafen, Brakel en Höxter, maar deze bussen hebben, zeker buiten de spitsuren, een vrij lage frequentie.

## Economie
De belangrijkste bedrijfstak van de gemeente is, vanwege het natuurschoon in de omgeving, het toerisme.
In 2020 heeft het Duitse bedrijf BGZ toestemming van de overheid gekregen, op het terrein van de voormalige Kerncentrale Würgassen een tussendepot voor radioactief afval in te richten.
Op diverse locaties liggen bedrijventerreinen, die worden gebruikt door ondernemingen in het midden- en kleinbedrijf van uitsluitend regionaal of plaatselijk belang. In de gemeente zijn relatief veel timmer- en aannemersbedrijven gevestigd.
Glitterhouse Records, een onafhankelijk platenlabel voor met name folk- en rockmuziek, heeft zijn kantoor te Beverungen. Twee van de hier onder contract staande artiesten zijn Wolfgang Michels en Blaudzun (stand: 2021). 
De land- en bosbouw in de gemeente zijn van sterk afgenomen betekenis.

## Geschiedenis
Zie ook de artikelen over de tot de gemeente behorende dorpen.
Bijna alle dorpen in de gemeente zijn in de vroege middeleeuwen, in sommige gevallen reeds ten tijde van Karel de Grote, ontstaan. Ook het naar het riviertje de Bever genoemde Beverungen zelf wordt reeds in de 9e eeuw in een document, een schenkingsakte aan de Abdij van Corvey, vermeld. Vrij ongebruikelijk is, dat er pas in 1330 een kasteel (de Burg Beverungen) werd gebouwd; de nederzetting bestond toen zeker al eeuwen. Op 26 mei 1417 verkreeg Beverungen stadsrechten van Diederik van Meurs, die toen zowel aartsbisschop van Keulen als beheerder van het Prinsbisdom Paderborn en van de Abdij van Corvey was. Gedurende de Dertigjarige Oorlog (1618-1648) werd het stadje door soldaten van beide strijdende partijen meerdere malen belegerd, veroverd, bezet en verwoest. In de late 17e en de 18e eeuw kende Beverungen enige bloei als binnenhavenstad aan de Wezer (handel in en overslag van graanproducten en ijzerwaren). 
Vanaf de middeleeuwen tot aan de Napoleontische tijd behoorde de gehele streek tot het Prinsbisdom Paderborn. Consequentie hiervan was, dat de Reformatie in de 16e eeuw slechts een beperkt effect op de religieuze gezindheid van de bevolking had. Tot op de huidige dag is meer dan 70% van alle christenen in de gemeente Beverungen rooms-katholiek.  Na 1815 kwam Beverungen in het Koninkrijk Pruisen te liggen, dat in 1871 opging in het Duitse Keizerrijk.
Tot ver in de 19e eeuw had Dalhausen de reputatie, een dorp met veel goede mandenvlechters te zijn. Dit was te danken aan het feit, dat in Dalhausen veel rietland met kalkhoudende bodem ligt, waar de katwilg van nature voorkomt. De twijgen van deze wilgensoort zijn zeer geschikt om manden e.d. van te vlechten. Hieraan herinnert het mandenvlechtersmuseum in het dorp nog. Toen het mandenvlechten niet meer lonend was, werden enige mandenvlechterijen omgezet in meubelfabrieken, die, totdat deze bedrijven tussen 1970 en 1980 om verschillende redenen moesten sluiten, veel mannen in het dorp een werkkring boden.
Beverungen, dat tot aan de nazi-tijd een niet onbelangrijk aantal joden onder zijn burgers had (waarvan enkele Joodse begraafplaatsen in de gemeente nog getuigen), werd vanaf 1938 ook toneel van de Jodenvervolging onder het nationaalsocialisme. Bijna alle Joden, die niet tijdig wisten te emigreren, werden slachtoffers van de Shoah. Aan het eind van de Tweede Wereldoorlog, rond 5 en 6 april 1945 is in de omgeving van Beverungen aan de Wezer zwaar gevochten tussen de geallieerden en de Duitsers, met name bij Amelunxen en Wehrden. Gestreden werd om het behoud van een Duits bruggenhoofd aan de westkant, en om de verovering van een geallieerd bruggenhoofd aan de oostkant van de rivier.  Daarbij vielen tientallen doden en werd grote materiële schade aangericht. Beverungen zelf bleef voor grote oorlogsschade gespaard. Kort na de oorlog nam de bevolking van Beverungen sterk toe door de instroom van Heimatvertriebene uit de aan Polen toegewezen voormalige Duitse gebieden, met name Silezië en Oost-Pruisen. Dit leidde ook tot de stichting van een evangelisch-lutherse kerkgemeente.
Het 43e Belgische artilleriebataljon, met basis te Brakel (Duitsland), had van 1963 tot 1993 een mobiele luchtafweerrakettenstelling (type MIM-23 HAWK) in Tietelsen.
Würgassen is vooral bekend vanwege de Kerncentrale Würgassen, die er van 1971 tot 1994 in bedrijf was. De eerste fase van de sanering van het met radio-actieve straling besmette terrein duurde tot 2010 en kostte een miljard euro.

## Bezienswaardigheden

### Natuur en landschap
De belangrijkste bezienswaardigheden van de gemeente hebben met de fraaie ligging aan de Wezer, nabij het Wezerbergland, te maken.
Een groep van zeven rotspunten, die tot 75 meter boven de Wezer uitsteken, draagt de naam Hannoversche Klippen (zie bovenstaand kaartje). Met name het op één van deze klippen in 2011 gereed gekomen uitzichtplatform Weser-Skywalk is een toeristische attractie, die veel bezoekers uit geheel Noord-Duitsland trekt. Men kan hier via verschillende wandelpaden vrij gemakkelijk naartoe lopen.
De gemeente Beverungen ligt aan de langeafstands-fietsroute Weser-Radweg.
Ten zuiden en oosten van Dalhausen ligt de fraai beboste heuvel Krähenberg (Kraaienberg), waarvan de top 310 meter boven zeeniveau ligt. Wie deze heuvel opwandelt, kan van een fraai uitzicht over het dorp genieten. 
Vanuit enkele plaatsen in de gemeente kan men per stoomboot toeristische rondvaarten op de Wezer maken.

### Monumentale gebouwen
Op enkele plekken, met name in het centrum van Beverungen-stad en te Amelunxen, zijn nog verscheidene monumentale, oude vakwerkhuizen te bewonderen.
In de gemeente staan enige historisch interessante, bezienswaardige kerkgebouwen (tenzij anders vermeld, rooms-katholiek). De meeste daarvan zijn in barokstijl gebouwd en ingericht.  Zie ook de artikelen over de tot Beverungen behorende dorpen. Met name de Johannes-de-Doperkerk te Beverungen, de kerk van de H. Familie en St. Stefanus te Wehrden en de Sint-Bartholomeüskerk te Herstelle (1711) verdienen hier vermelding. 
Op het grondgebied van Beverungen staan enige kastelen en landhuizen. Tenzij anders vermeld, kunnen deze, omdat zij privé-bezit van vaak adellijke families zijn, niet worden bezichtigd, en kunnen ook de omliggende parken of tuinen niet bezocht worden. Een uitzondering is Burg Herstelle. Een gedeelte van dit gebouw is sedert 2017 opengesteld en als educatief centrum op het gebied van cultuur en gezondheid in gebruik. Men kan er cursussen en workshops schilderen, beeldhouwen en dergelijke volgen, en cursussen op (para-)medisch gebied. In een van de zalen kan men in het huwelijk treden. Van de 14e-eeuwse Burg Beverungen in het stadscentrum staat o.a. nog een rechthoekige, stenen toren overeind, waarin een horecabedrijf is gevestigd.

### Musea, evenementen en overige
Het mandenvlechtersmuseum  (Korbmachermuseum) aan de Lange Reihe te Dalhausen is het meest interessante museum in de gemeente. Elders bevinden zich nog enige kleine oudheidkamers of Heimatmuseen (streekmusea).

## Afbeeldingen

### Kerkgebouwen e.d.

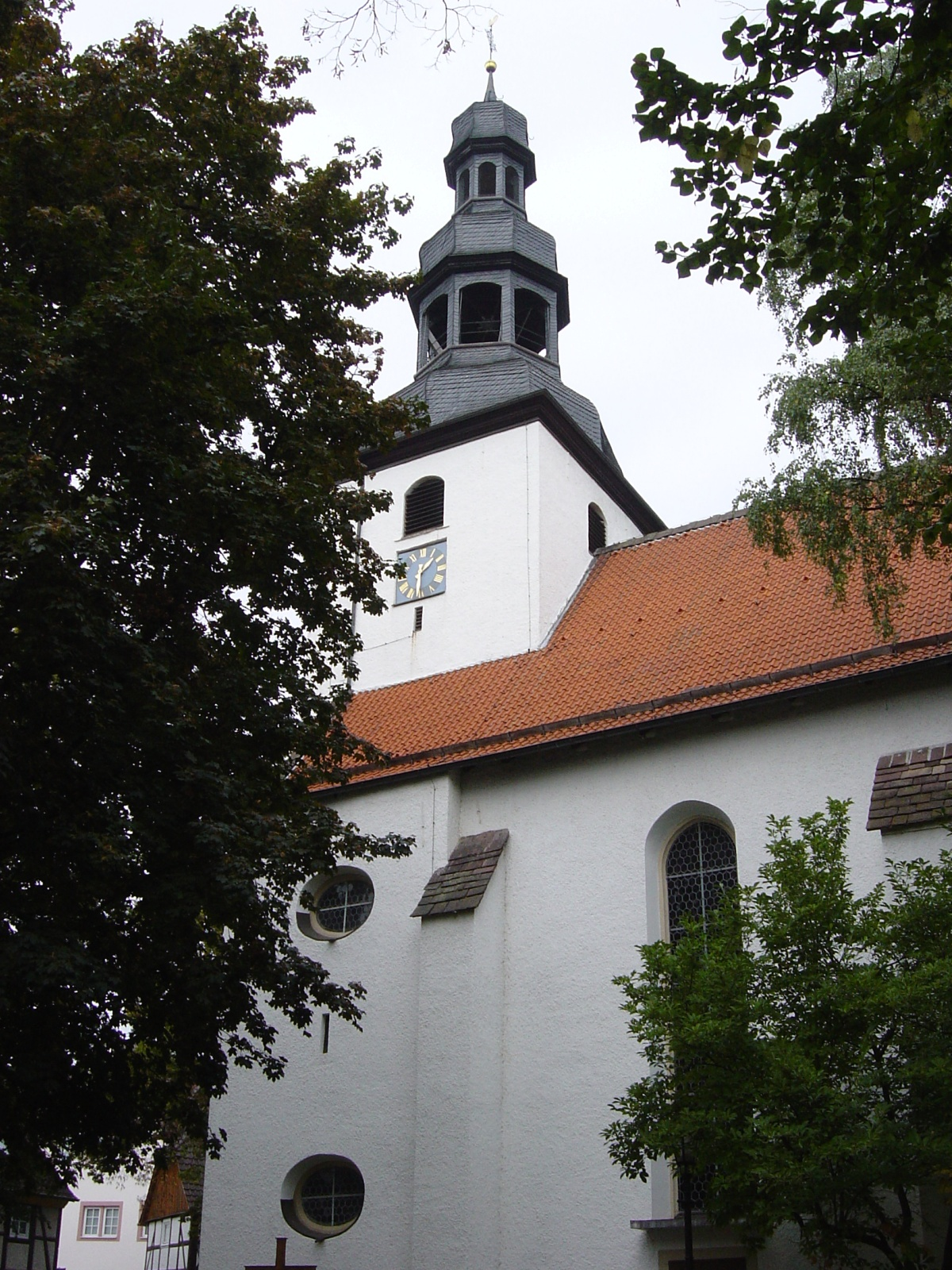
Johannes-de-Doperkerk, Beverungen (1698)
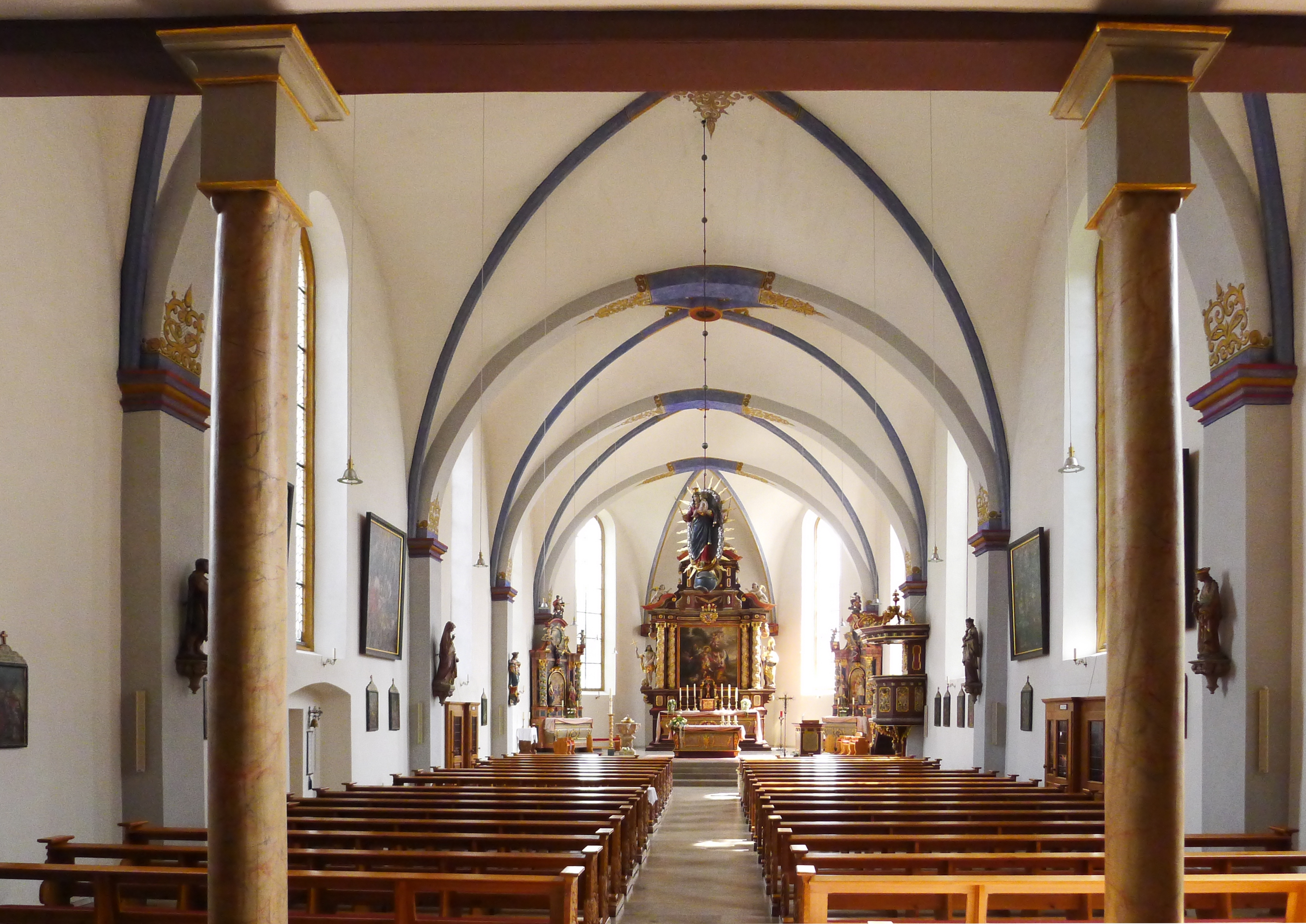
Interieur van deze kerk
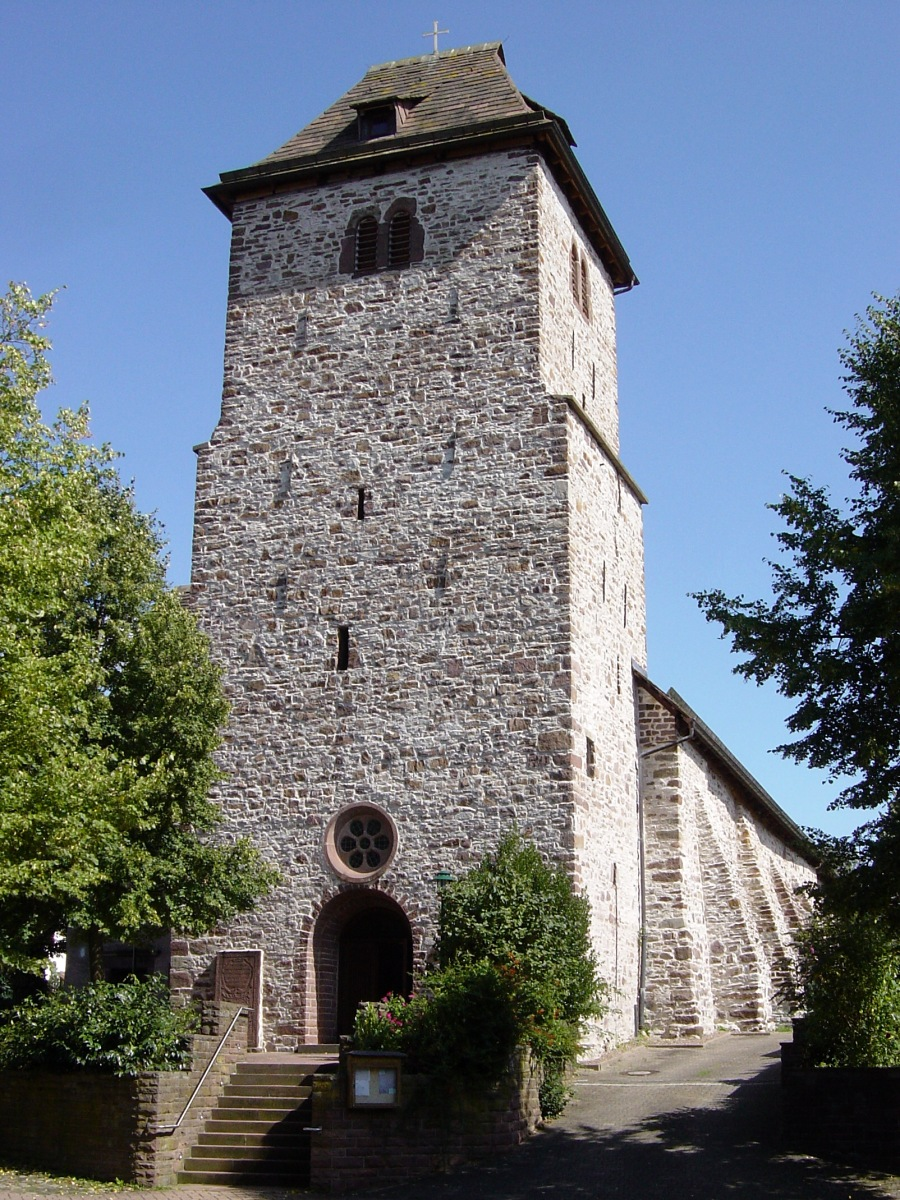
Evangelisch-lutherse Sint-Joriskerk te Amelunxen (1118)
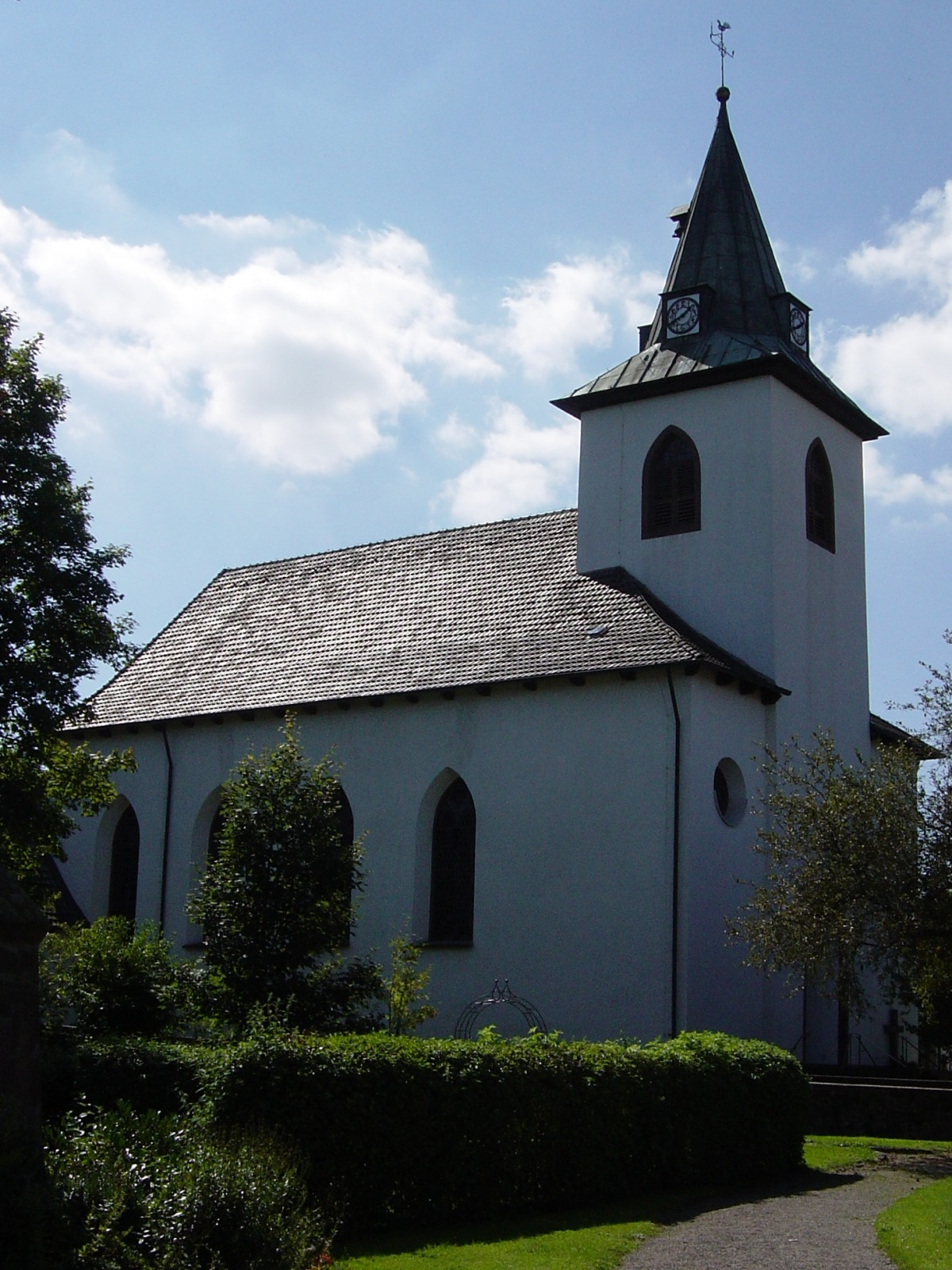
Sint-Pieters- en Paulskerk, Amelunxen (1822)
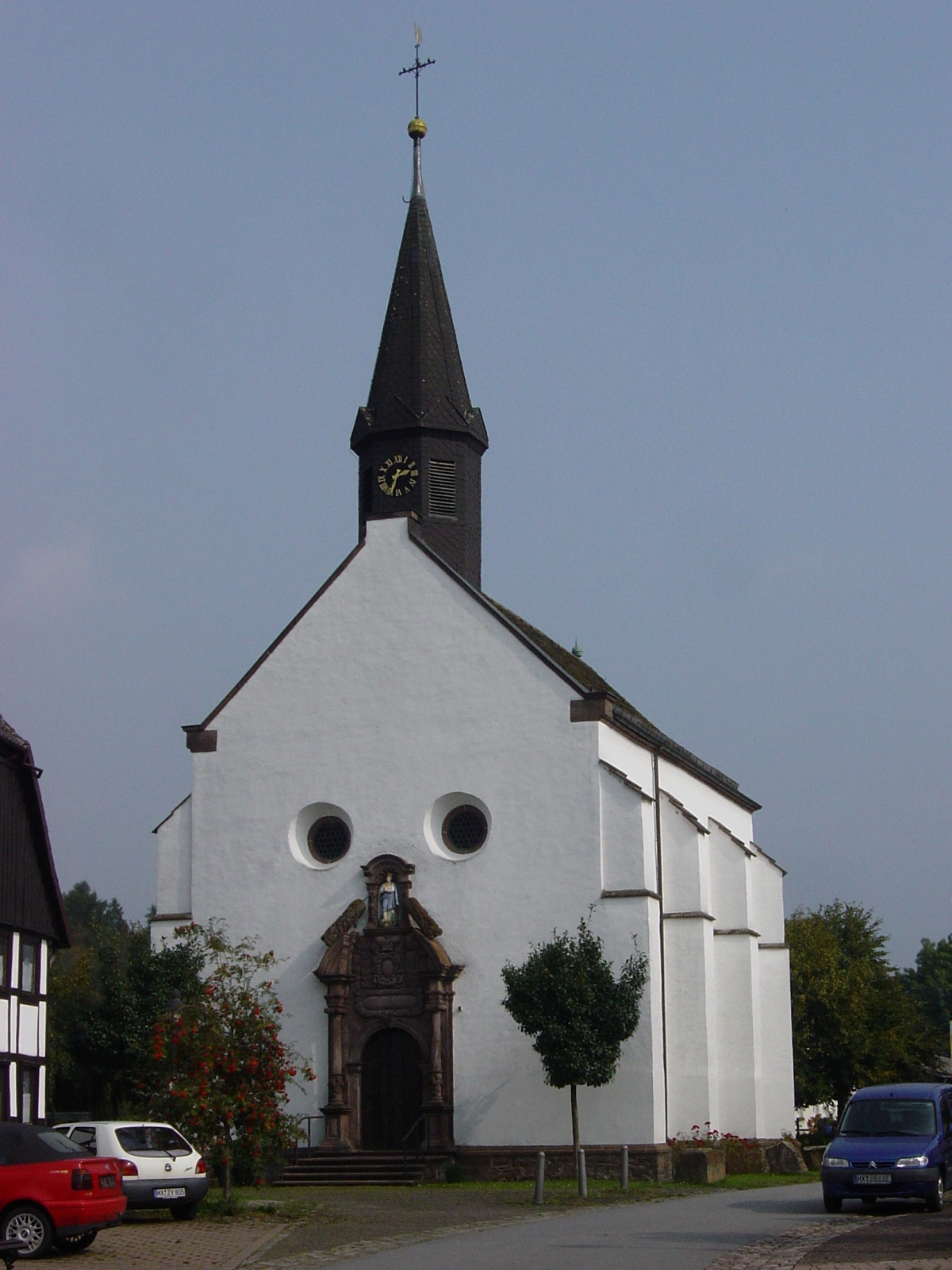
St. Jozefkerkje te Blankenau
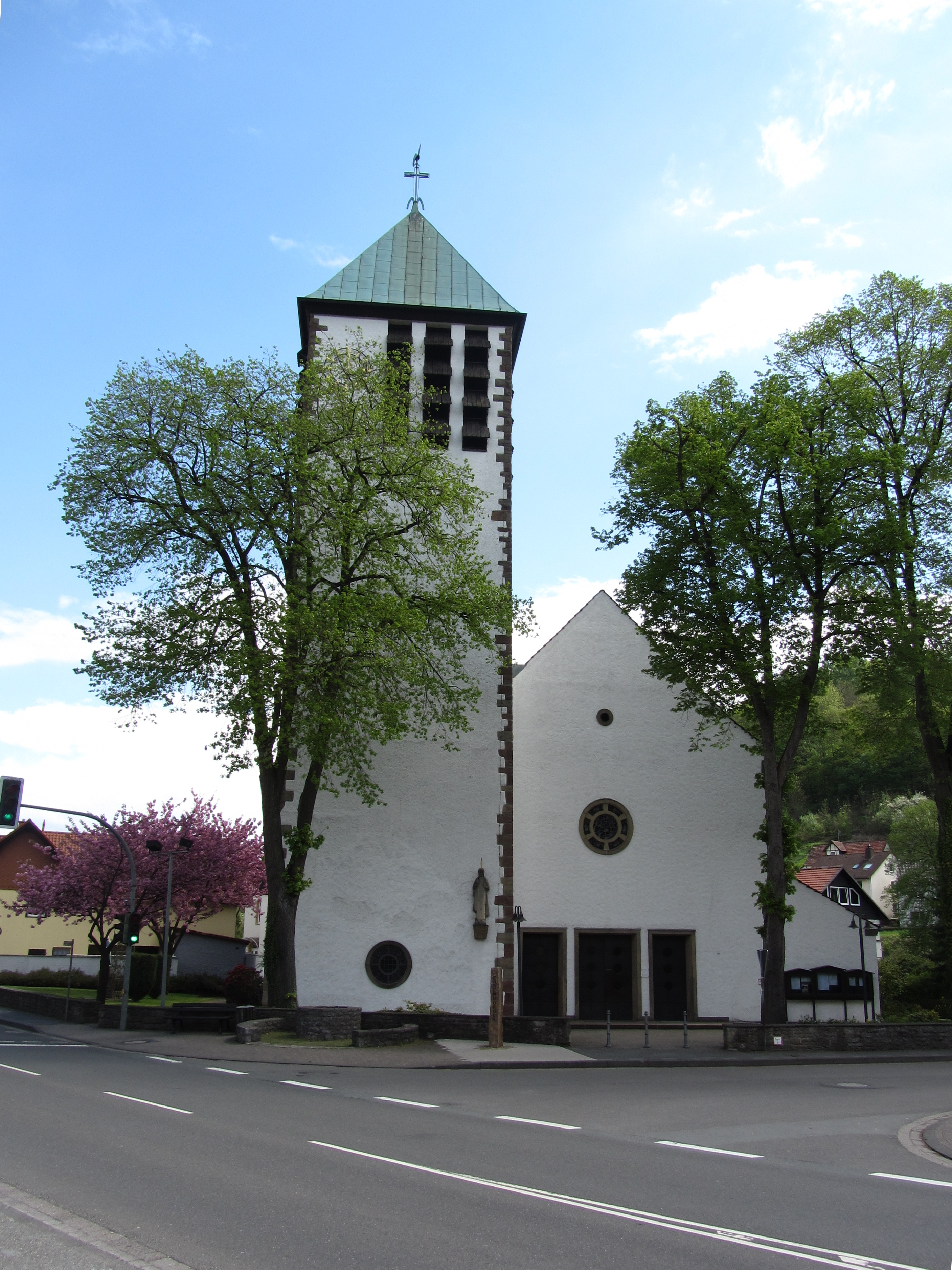
O.L. Vrouwekerk, Dalhausen (1952)
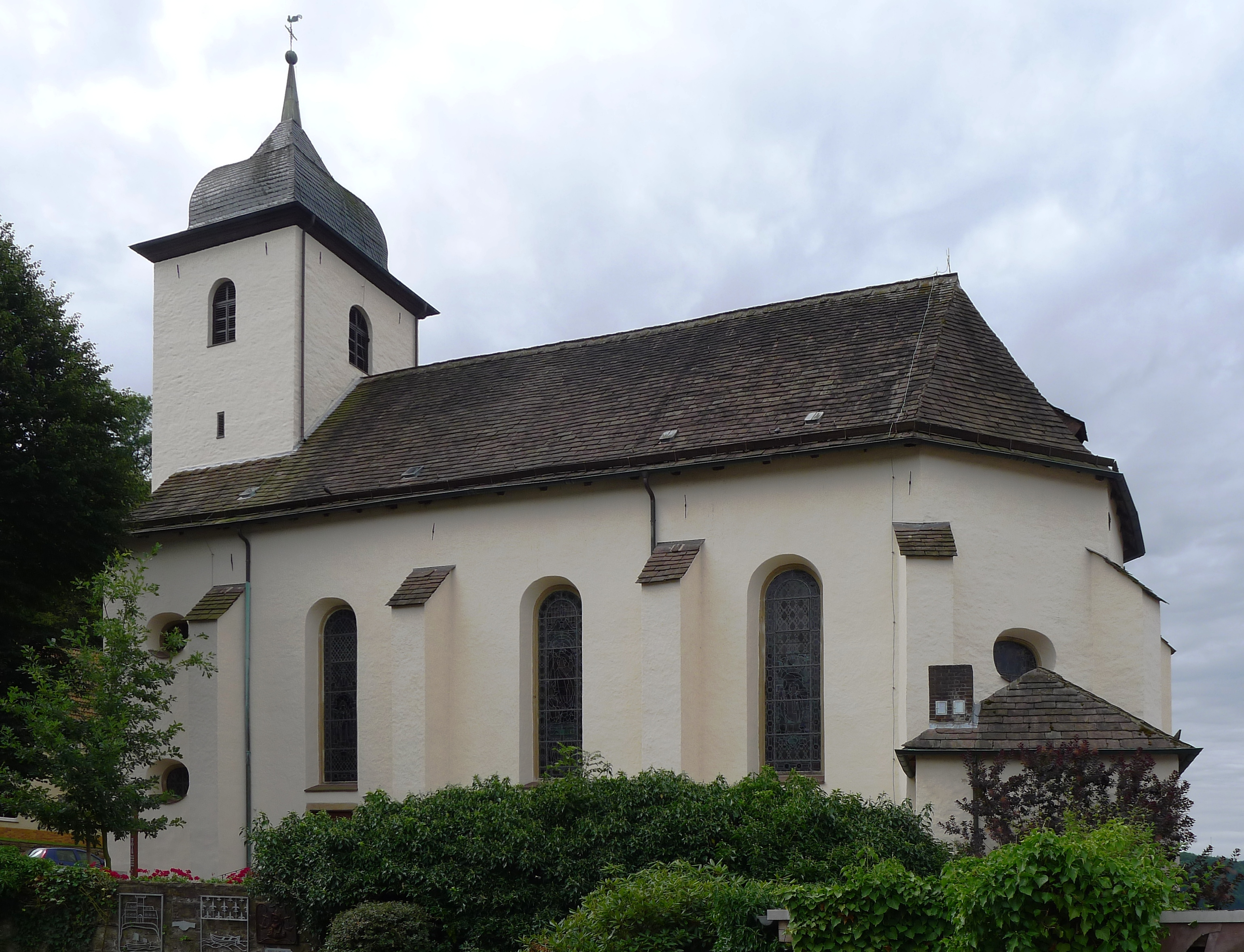
St. Bartholomeüskerk Herstelle (1711)
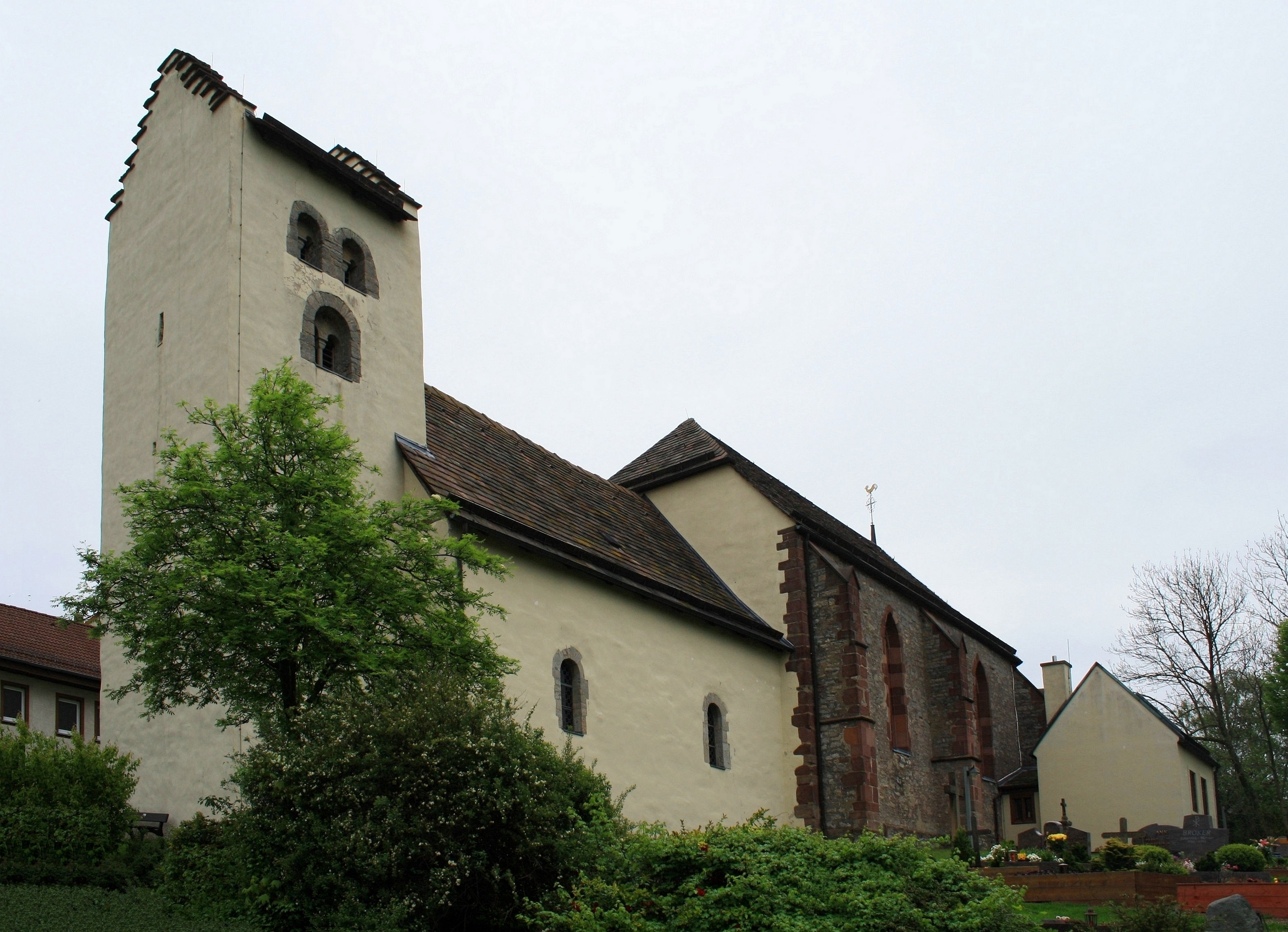
St.-Jacobuskerk te Jakobsberg, gedeeltelijk 12e-eeuws
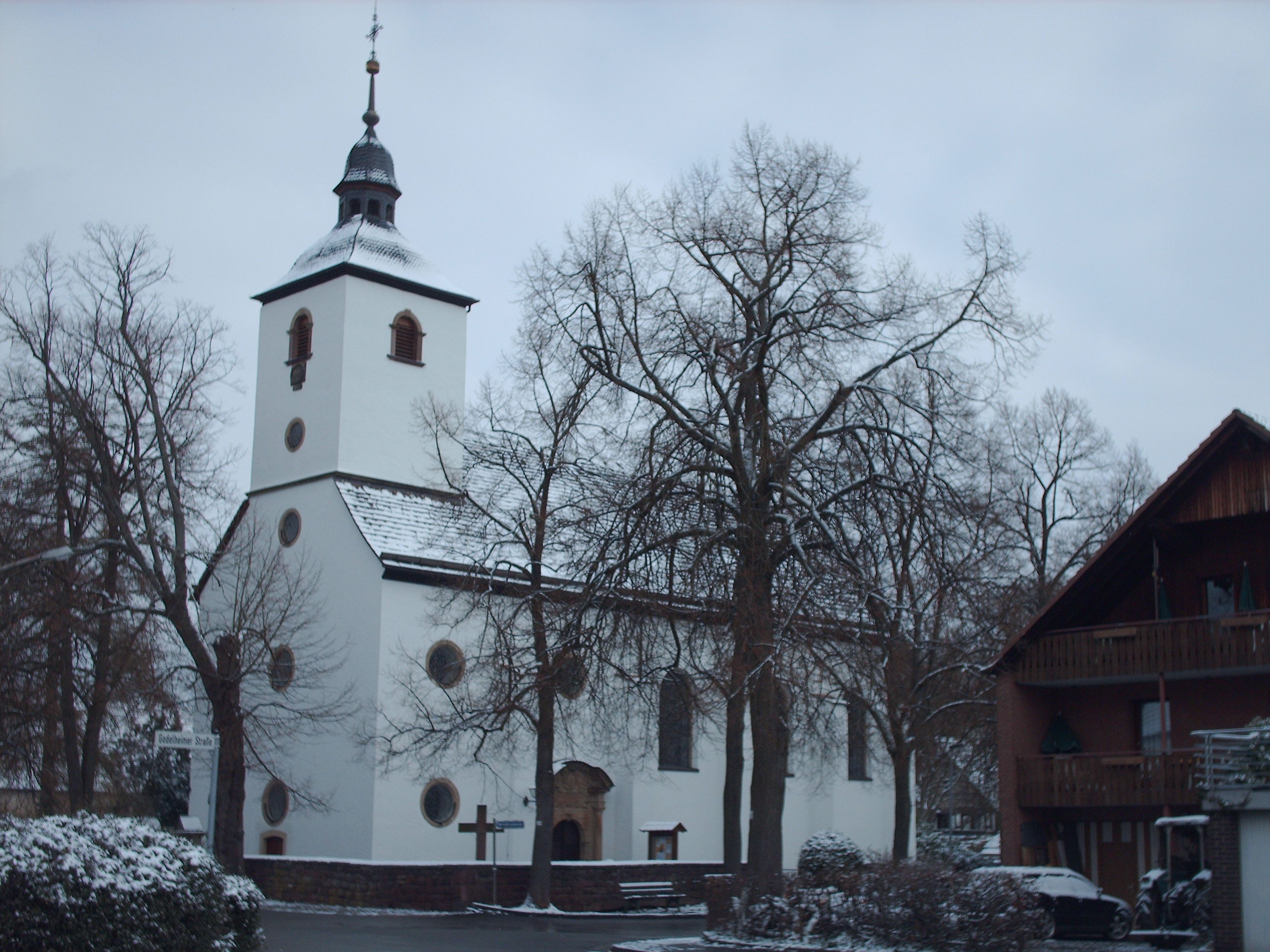
Kerk van de H. Familie en St. Stefanus, Wehrden

### Kastelen e.d.

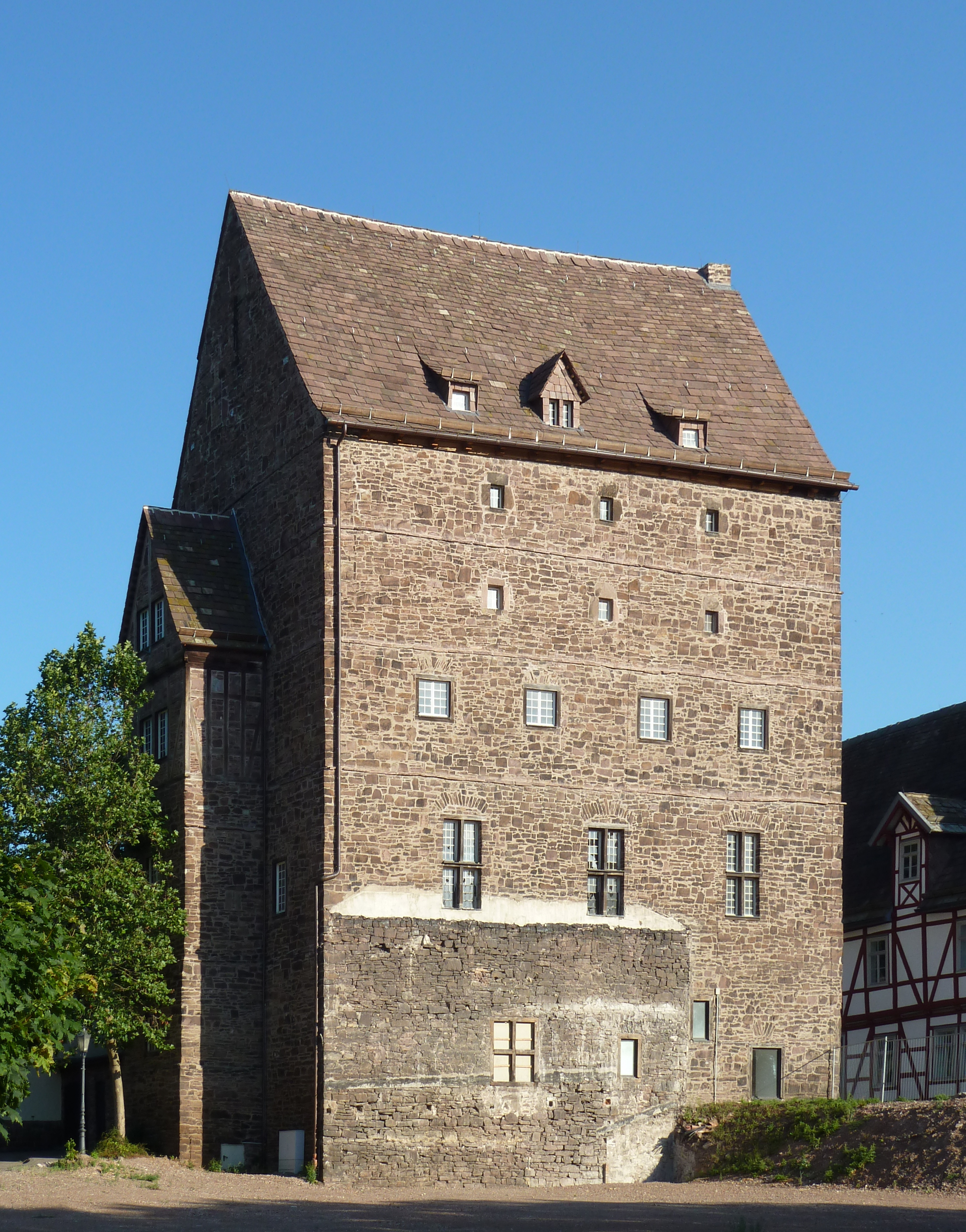
Toren van de Burg Beverungen
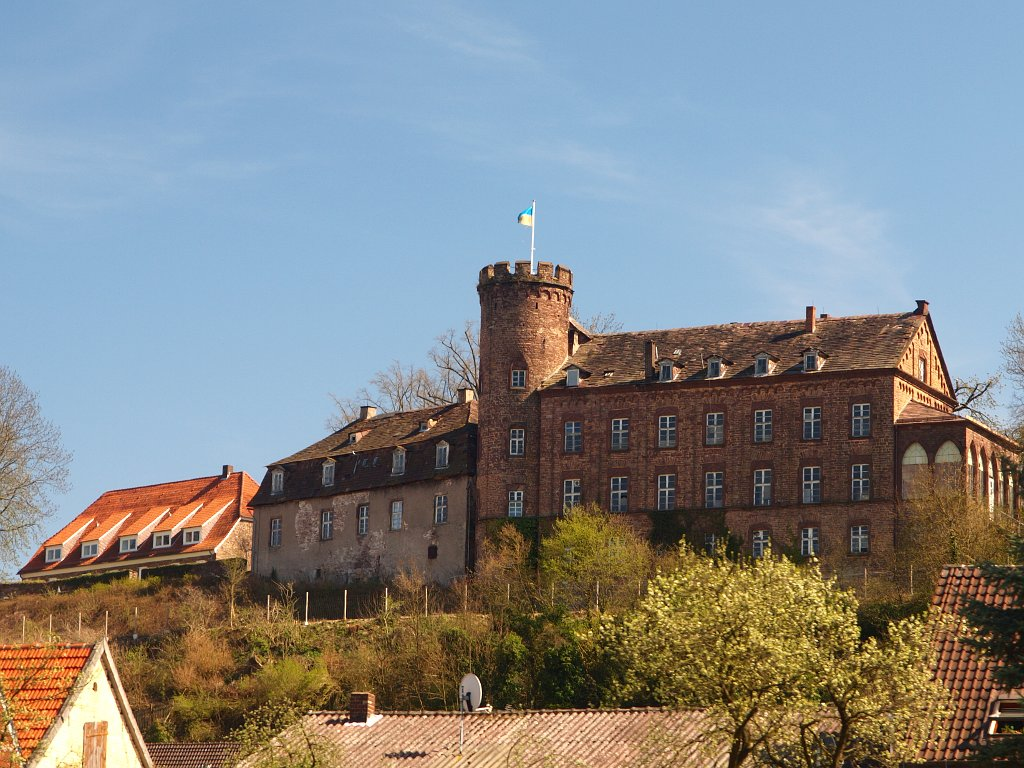
Burcht van Herstelle (1832)
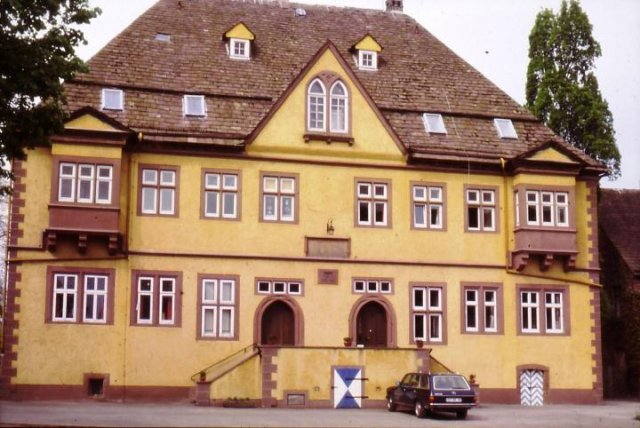
Kasteel Amelunxen
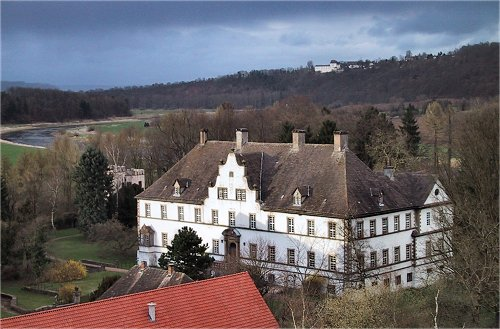
Kasteel Wehrden

### Natuurschoon e.d.

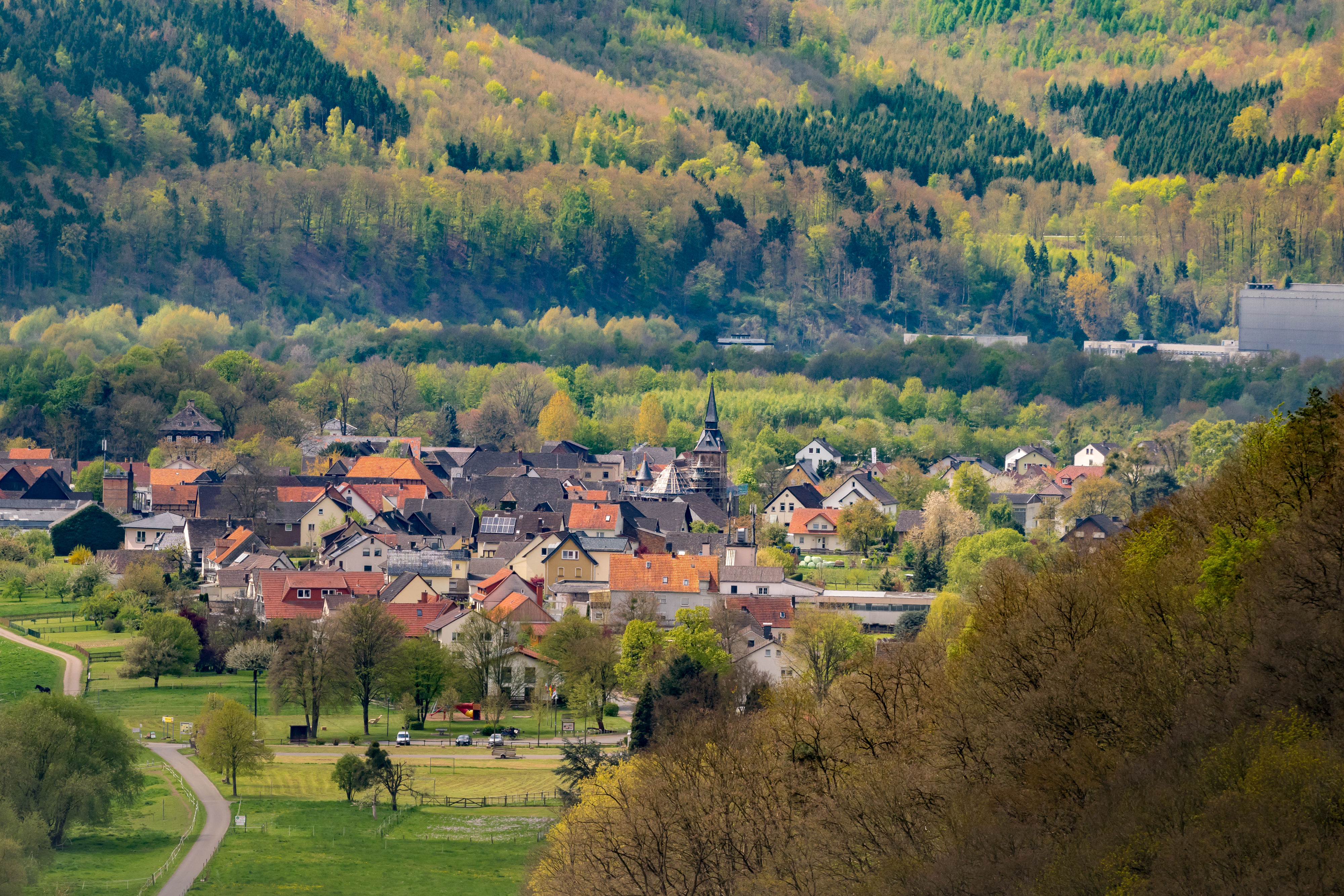
Uitzicht over Würgassen vanaf de zgn. Weser-Skywalk
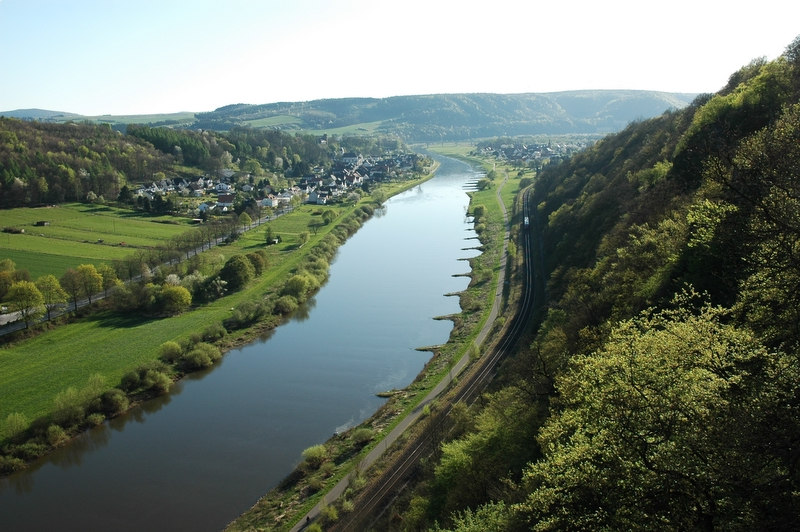
Uitzicht op Würgassen, links van de Wezer, vanaf de Hannoversche Klippen
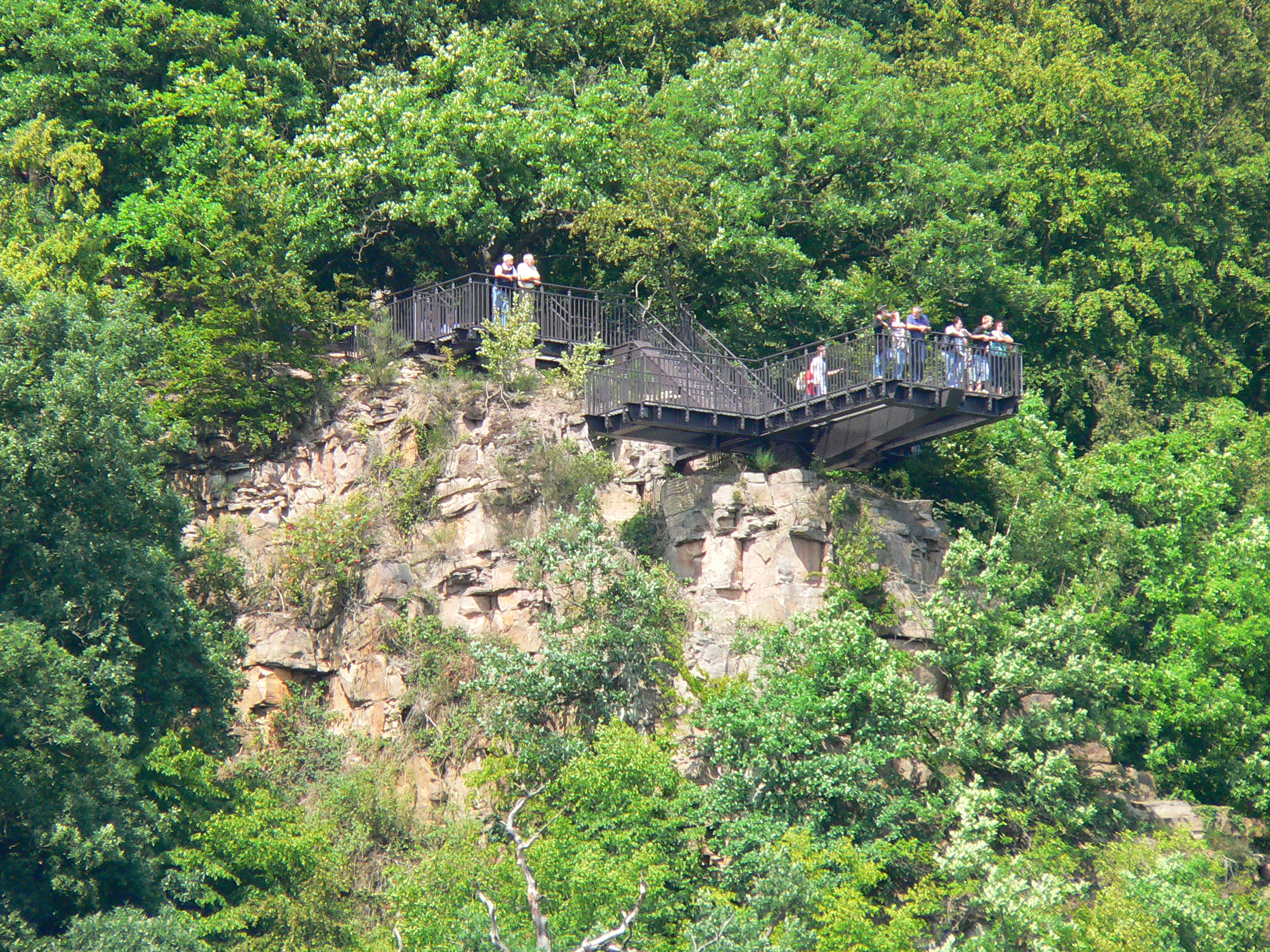
Uitzichtplatform Weser-Skywalk (2011)

### Overige

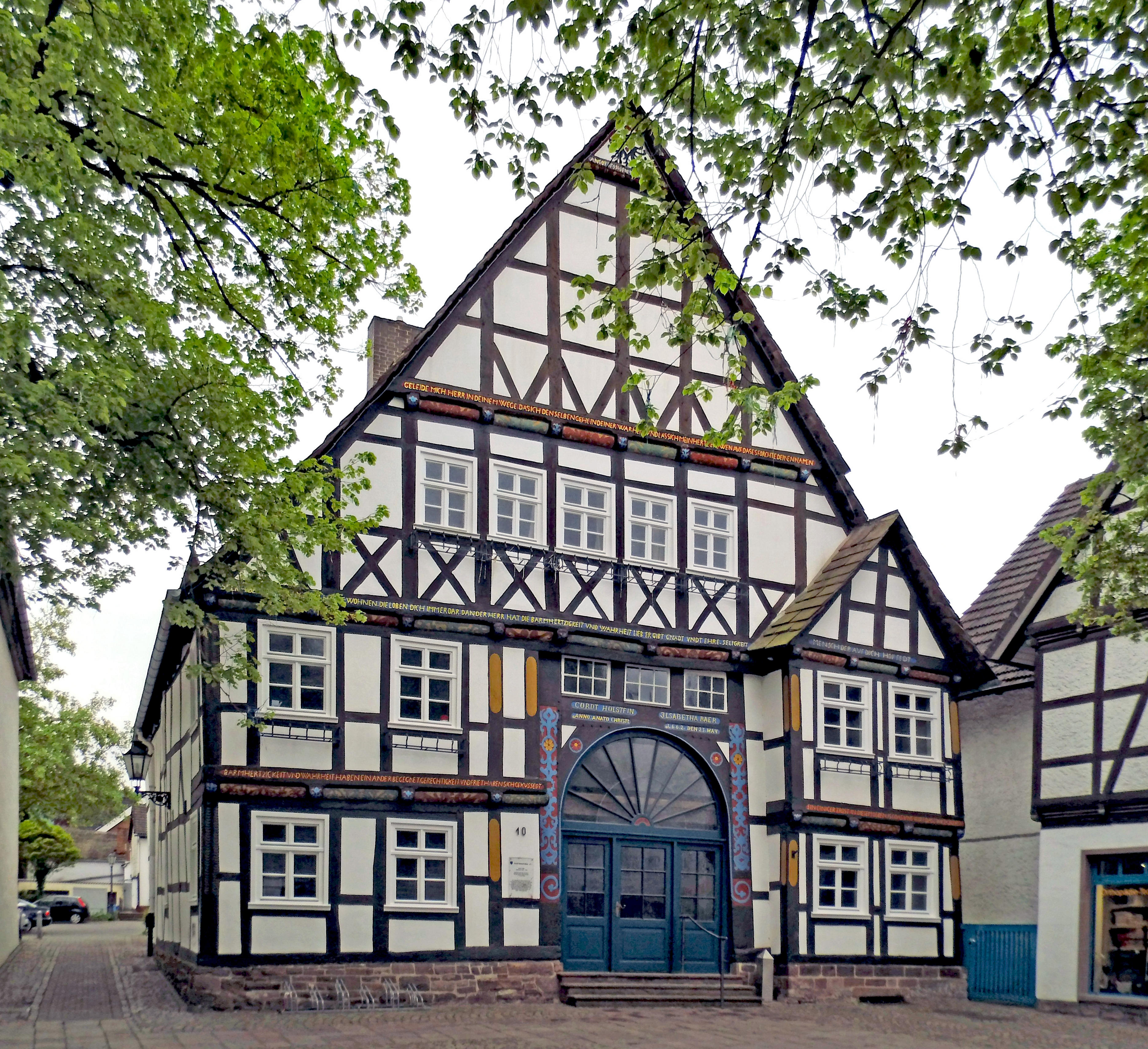
Vakwerkhuis aan de Weserstraße te Beverungen
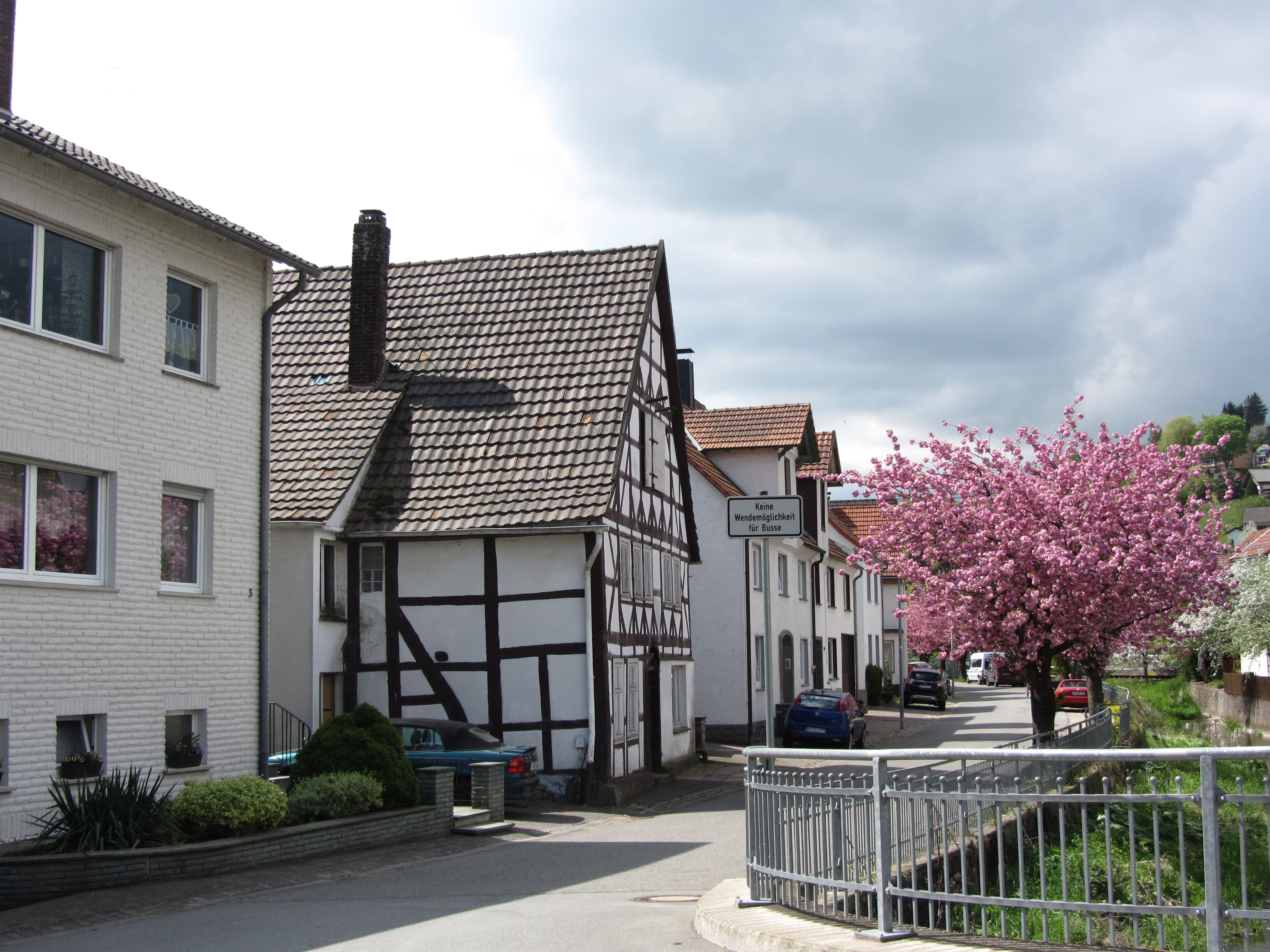
Het straatje Lange Reihe te Dalhausen

## Partnergemeentes
De gemeente heeft, vaak van één der stadsdelen uitgaande, jumelages met diverse plaatsen in Frankrijk, te weten:
- Mers-les-Bains, Picardië, sedert 1964
- Saint-Quentin-la-Motte-Croix-au-Bailly, Picardië, sedert 1970, uitgegaan van Amelunxen
- Ault (Somme), Picardië, sedert 1966, uitgegaan van Dalhausen
- Saint-Valery-sur-Somme, Picardië, sedert 1970, uitgegaan van Herstelle
- Woignarue, Picardië, sedert 1965, uitgegaan van Wehrden (Weser)

Overige partnerschappen:
- Ivybridge, Devon, Engeland sedert 1975
- Rääkkylä, Finland,  sedert 1975